# Andabeløya

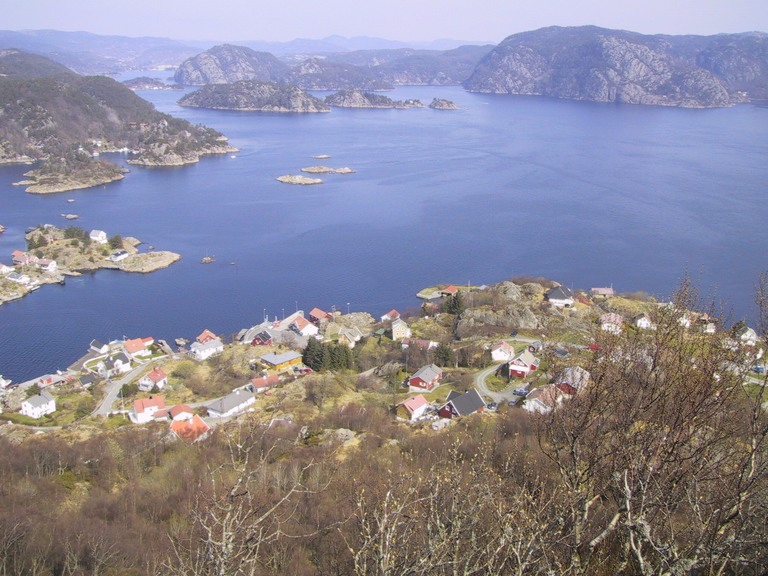
Huvudbebyggelsen Andabeløy sett från Nonsknuten.

Andabeløya (eller Andabeløy) är en ö i Flekkefjords kommun i Agder fylke i södra Norge. Dess yta är 4,7 kvadratkilometer. Andabeløya ligger öster om ön Hidra. På den norra delen av ön ligger orten Andabeløy. Där finns en färjeförbindelse till orten Abelnes på fastlandet. Ön hade 89 invånare 2017.